# Aharon Remez

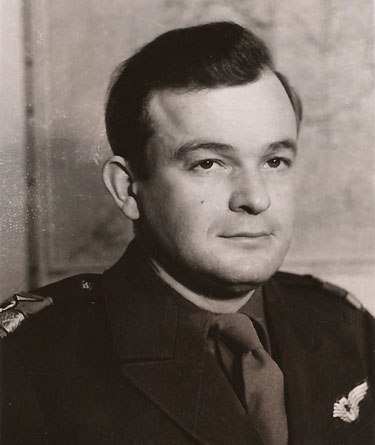
Aharon Remez (zwischen 1948 und 1953)

Aharon Remez (hebräisch אהרן רמז; * 8. Mai 1919 in Tel Aviv; † 3. April 1994 in Jerusalem) war ein israelischer Generalmajor und Politiker. Remez war von 1948 bis 1950 Kommandeur der Israelische Luftstreitkräfte. Er war Mitglied der 3. Knesset, von 1965 bis 1970 Botschafter in London und nach dem Rückzug aus der Politik CEO von Koor Industries.

## Leben
1936 trat Remez als 17-Jähriger der Haganah bei. Ein Stipendium der Jewish Agency for Israel ermöglichte es ihm, sich von 1939 in den USA zum Piloten ausbilden zu lassen, von wo aus er 1941 oder 1942 als Freiwilliger zur Royal Air Force (RAF) nach Großbritannien ging. In der Royal Air Force absolvierte er eine Ausbildung als Kampfpilot und flog anschließend rund 800 Kampfeinsätze über Deutschland als Spitfire-Pilot sowie mit Hawker Hurricanes und Hawker Tempests. Nach Kriegsende blieb er zunächst in Europa und beteiligte sich an der Organisation der Emigration jüdischer Holocaust-Überlebender nach Israel. 1947 nahm er seine Arbeit in der Haganah wieder auf. Im August desselben Jahres erhielt er von David Ben-Gurion und der Haganah-Führung den Auftrag, die Luftwaffe eines zukünftigen Staates Israel zu planen.
Für die Arbeiter-Partei war er vom 15. August 1955 bis zu seinem vorzeitigen Ausscheiden am 19. Dezember 1957 Mitglied in der 3. Knesset.

## Familie
Sein Vater David Remez (1886–1951) war der erste israelische Verkehrsminister und Mitunterzeichner der Israelischen Unabhängigkeitserklärung von 1948. Sein Sohn ist der Journalist Gideon Remez.